# Carex deqinensis
Carex deqinensis är en halvgräsart som beskrevs av Lun Kai Dai. Carex deqinensis ingår i släktet starrar, och familjen halvgräs. Inga underarter finns listade i Catalogue of Life.